# XPeng P7
XPeng P7 (кит. 小鹏P7; пиньинь Xiǎopéng P7) — компактный представительский электромобиль производства компании XPeng Motors.

## Описание
Автомобиль XPeng P7 впервые был представлен в апреле 2019 года на Автосалоне в Шанхае. Серийно автомобиль выпускается с декабря 2019 года, а продажи начались 29 июня 2020 года. Его конкурентом является Tesla Model 3, хотя по габаритам модель сопоставима с Tesla Model S. В феврале 2021 года автомобиль получил премию Автомобиль года. В 2023 году автомобиль прошёл рестайлинг и стал называться XPeng P7i.
Автомобиль получил в 2023 году 5 звёзд в EuroNcar.

## Технические характеристики
Автомобиль XPeng P7 оснащается электродвигателем мощностью 196—316 кВт, который питается от литий-железо-фосфатного аккумулятора CATL, системой ADAS и другим оборудованием. Запас хода составляет 650 км.

## Галерея

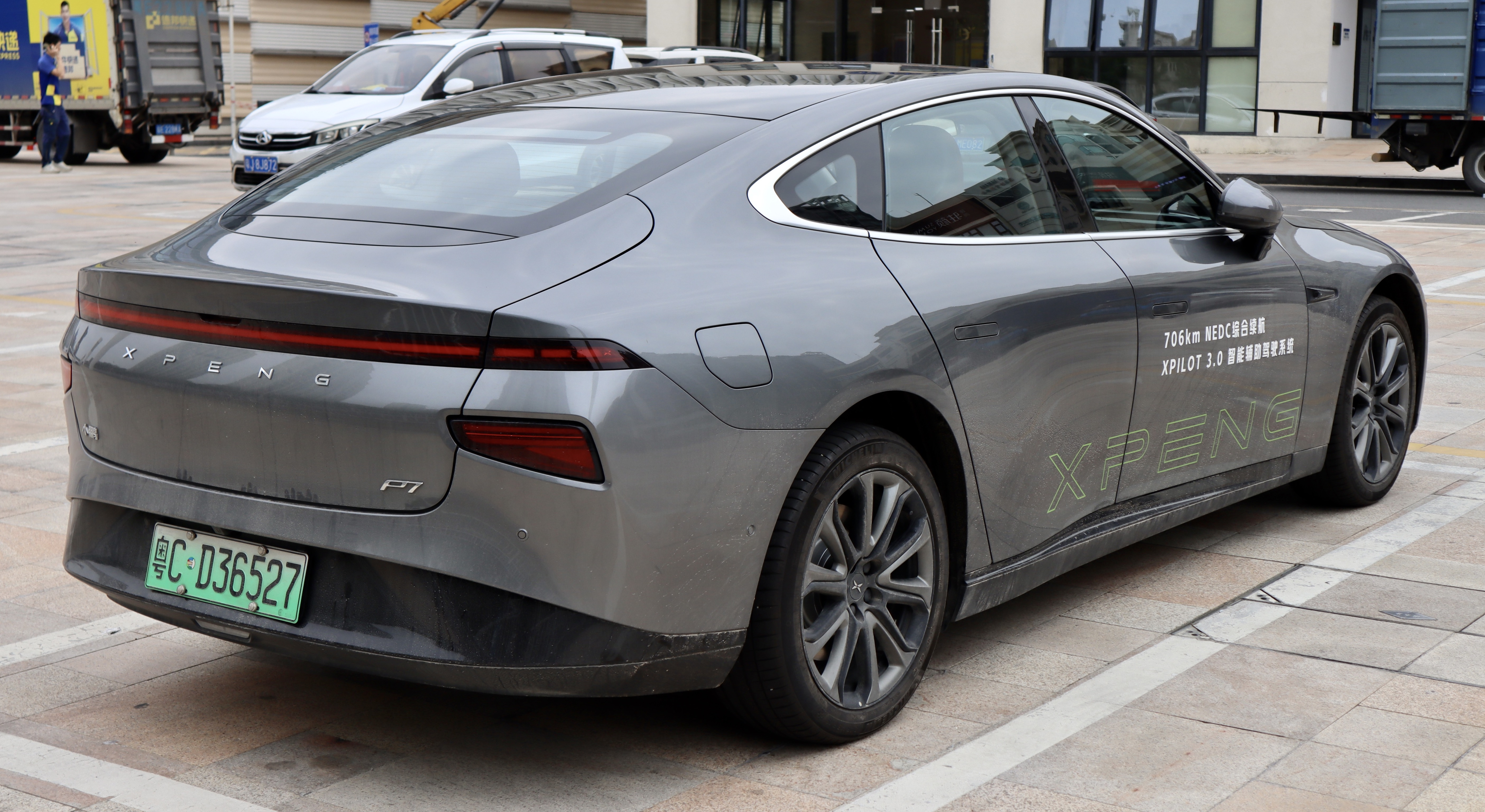
Вид сзади
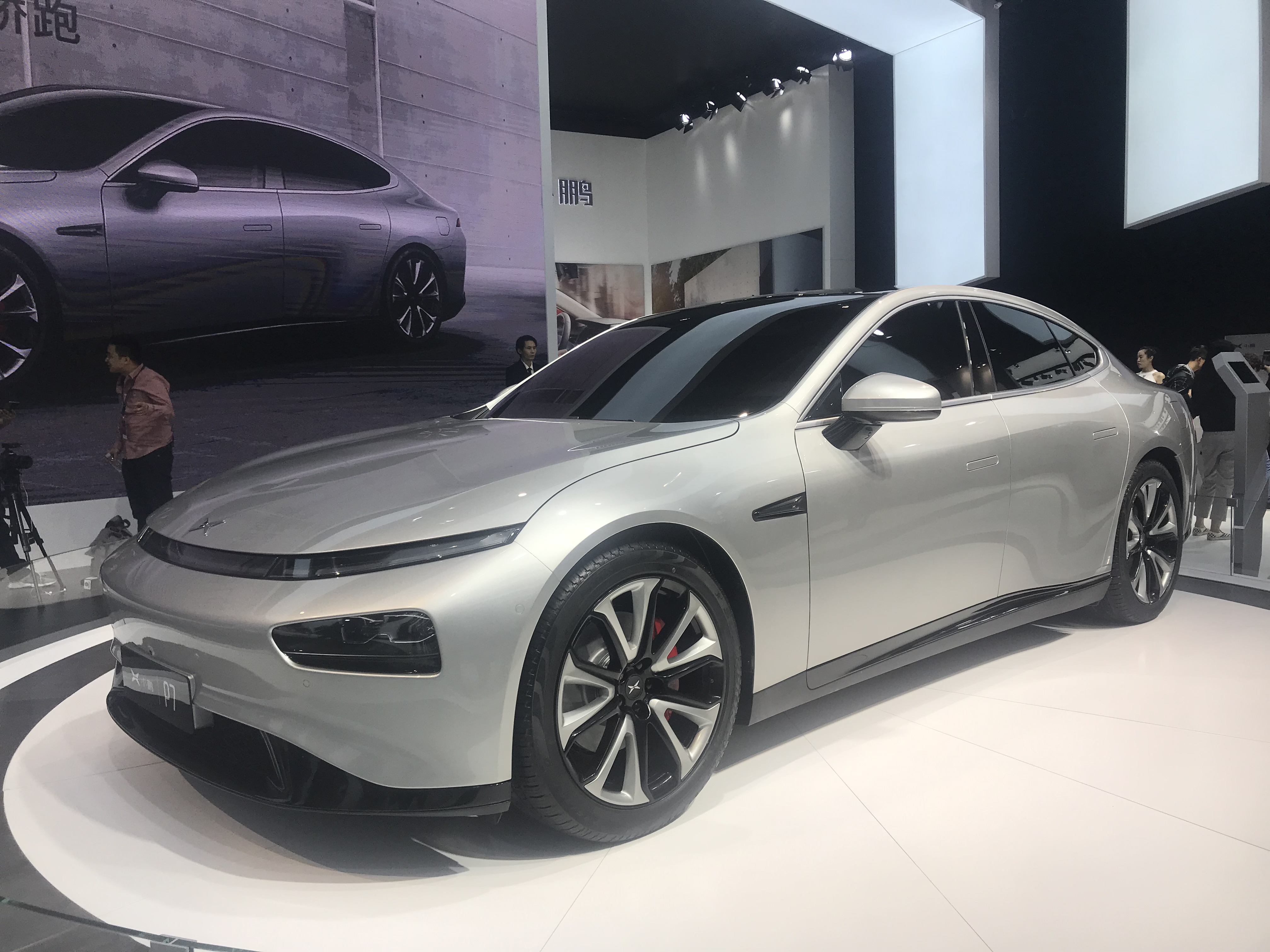
XPeng P7 Concept
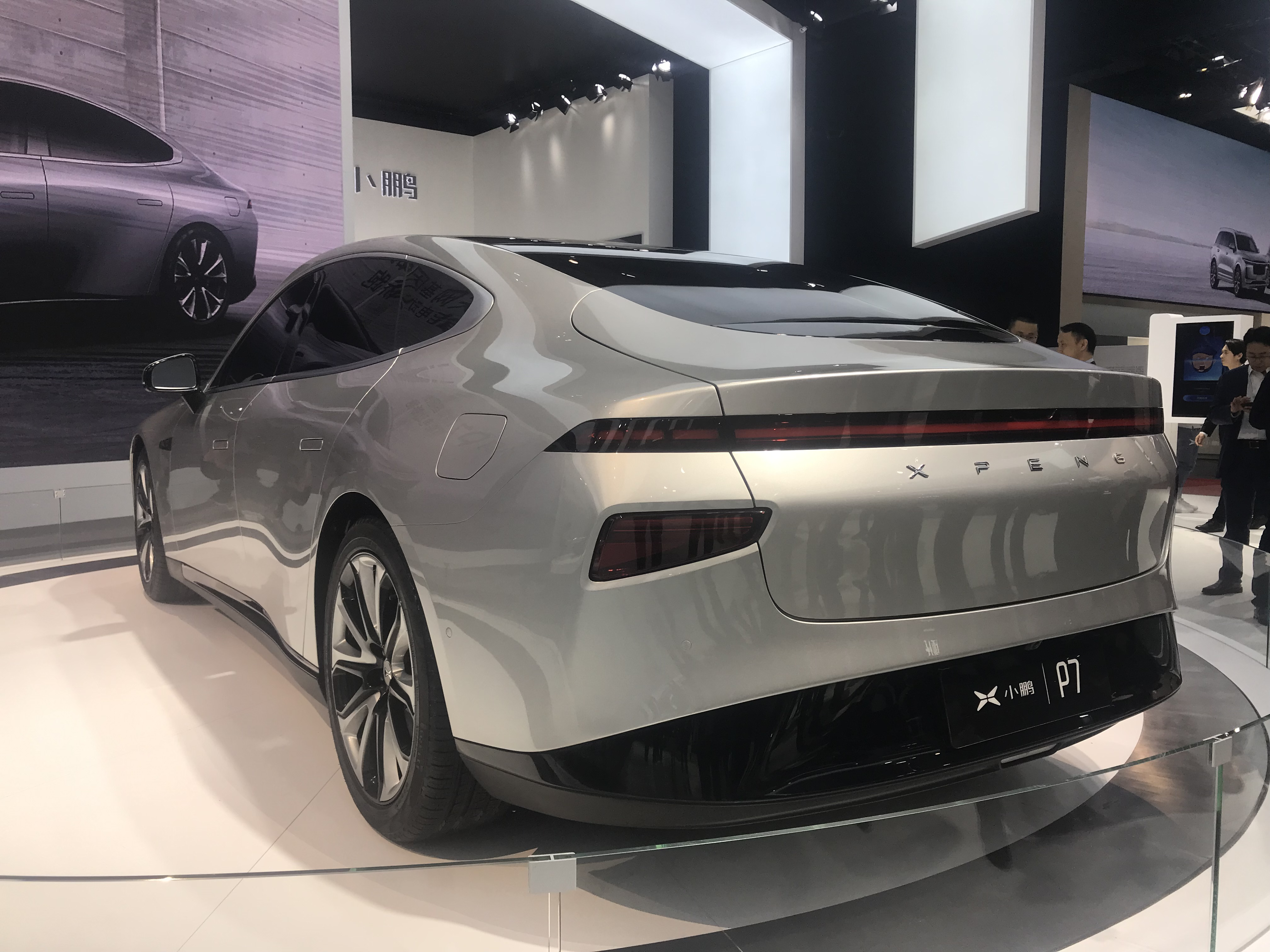
XPeng P7 Concept
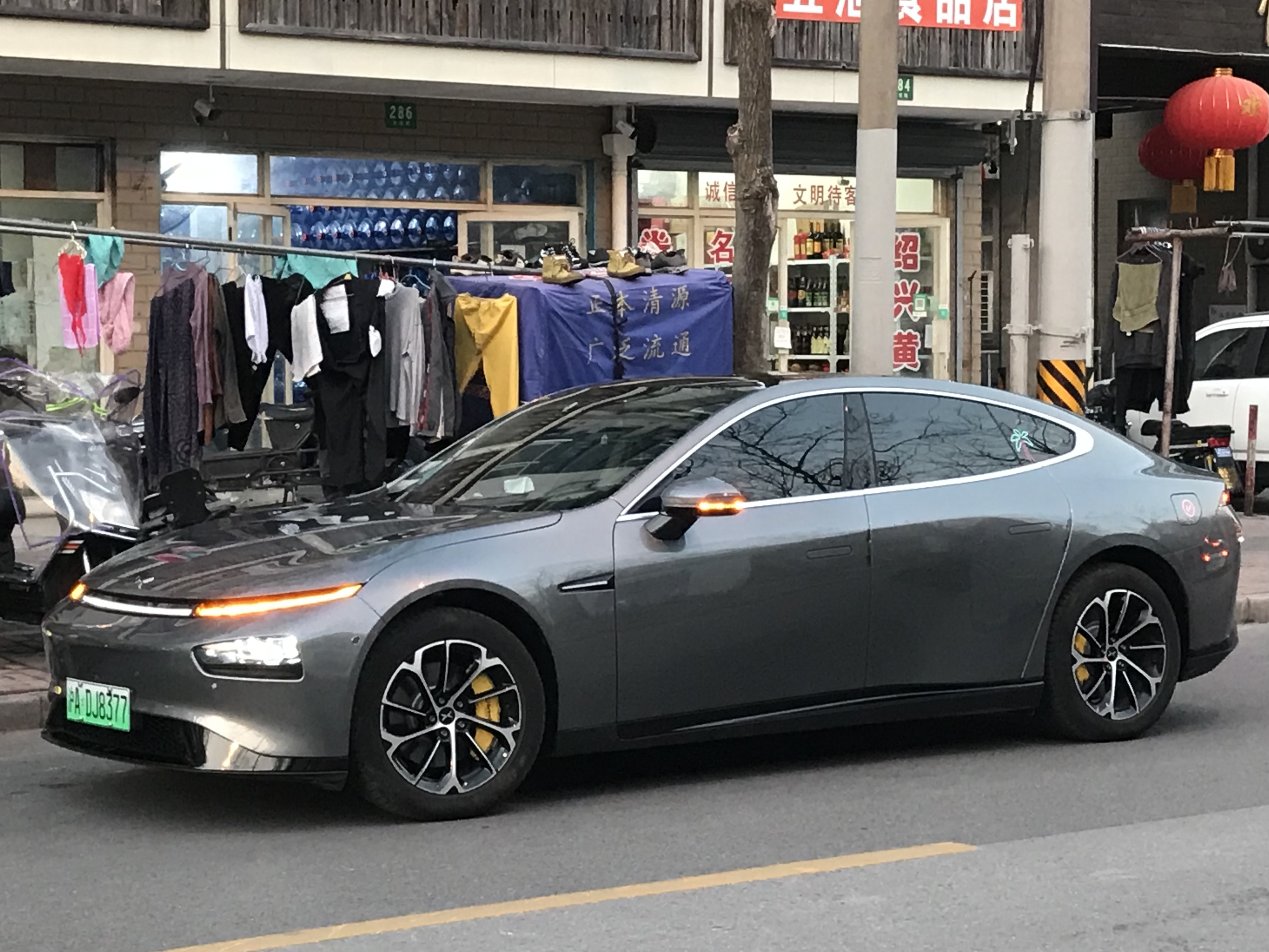
XPeng P7
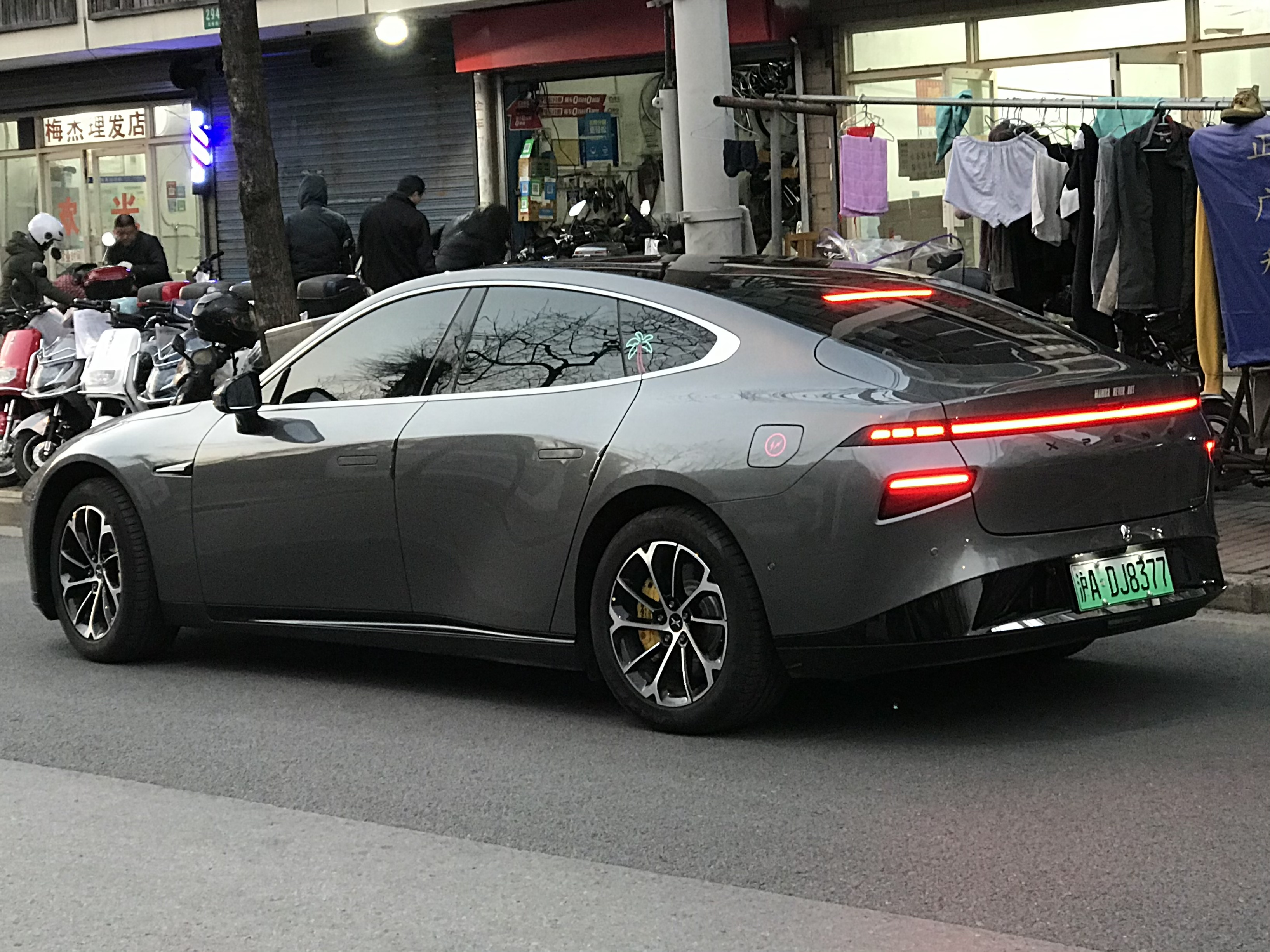
XPeng P7
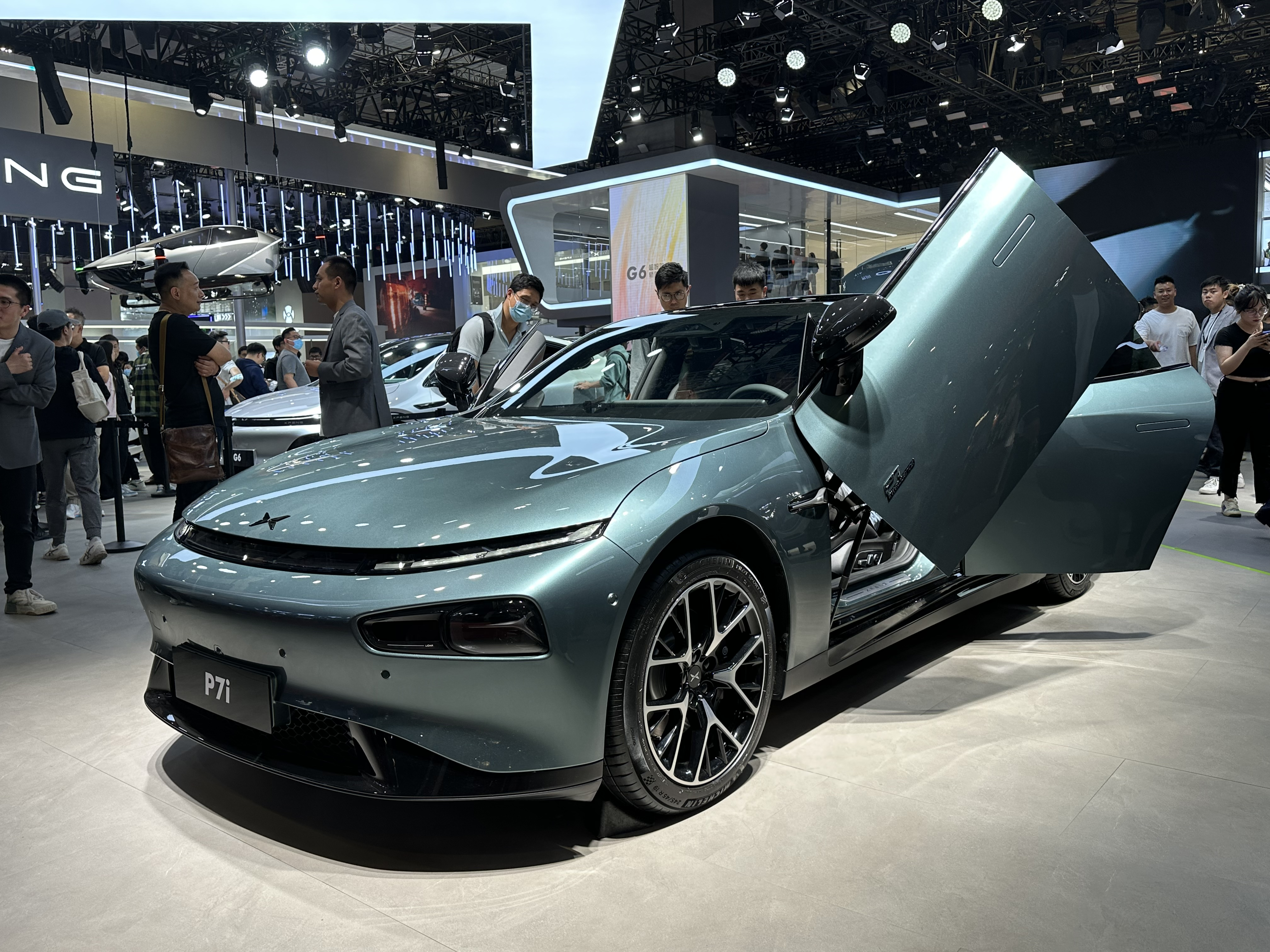
XPeng P7i Wing Edition
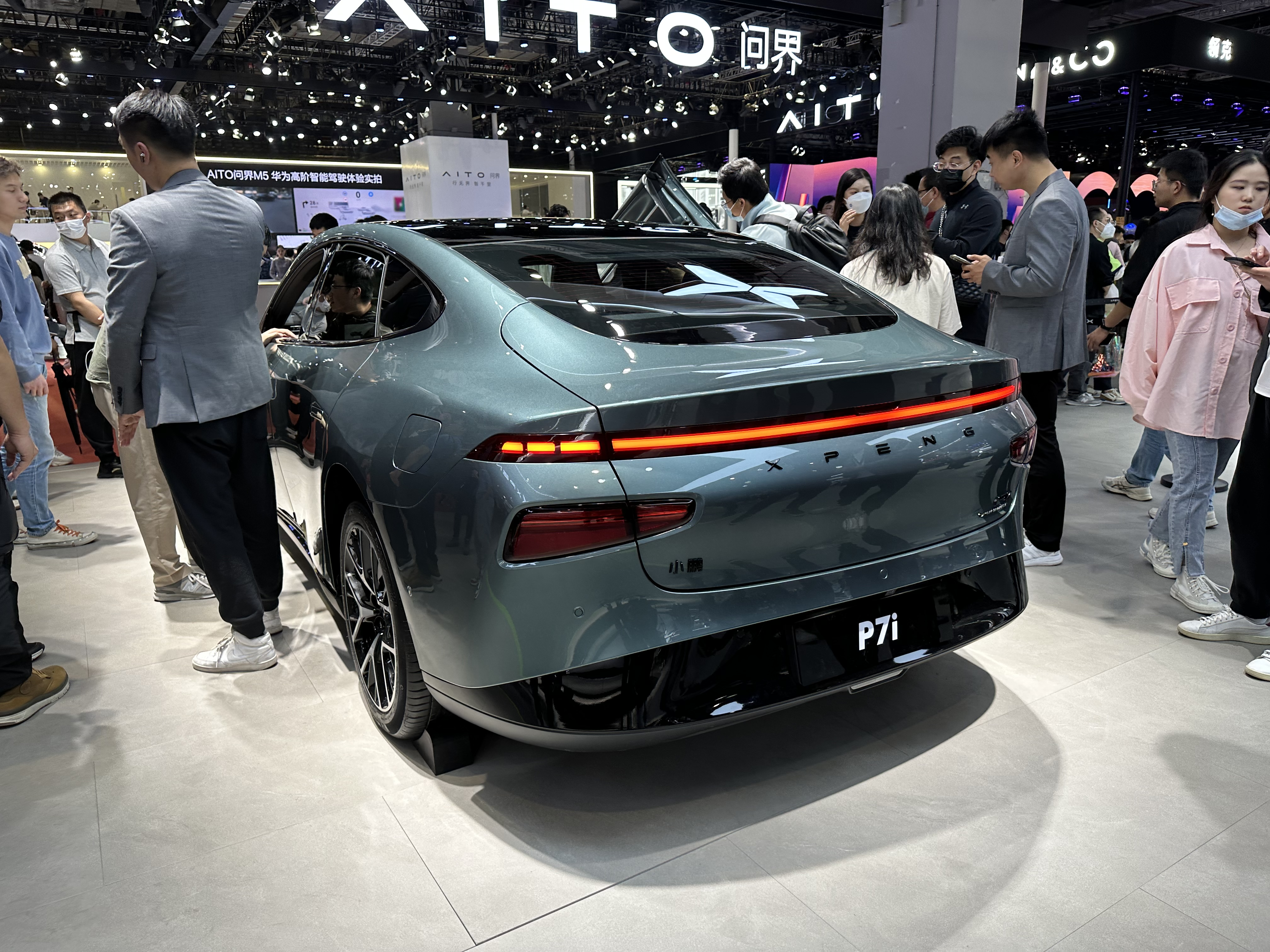
XPeng P7i Wing Edition
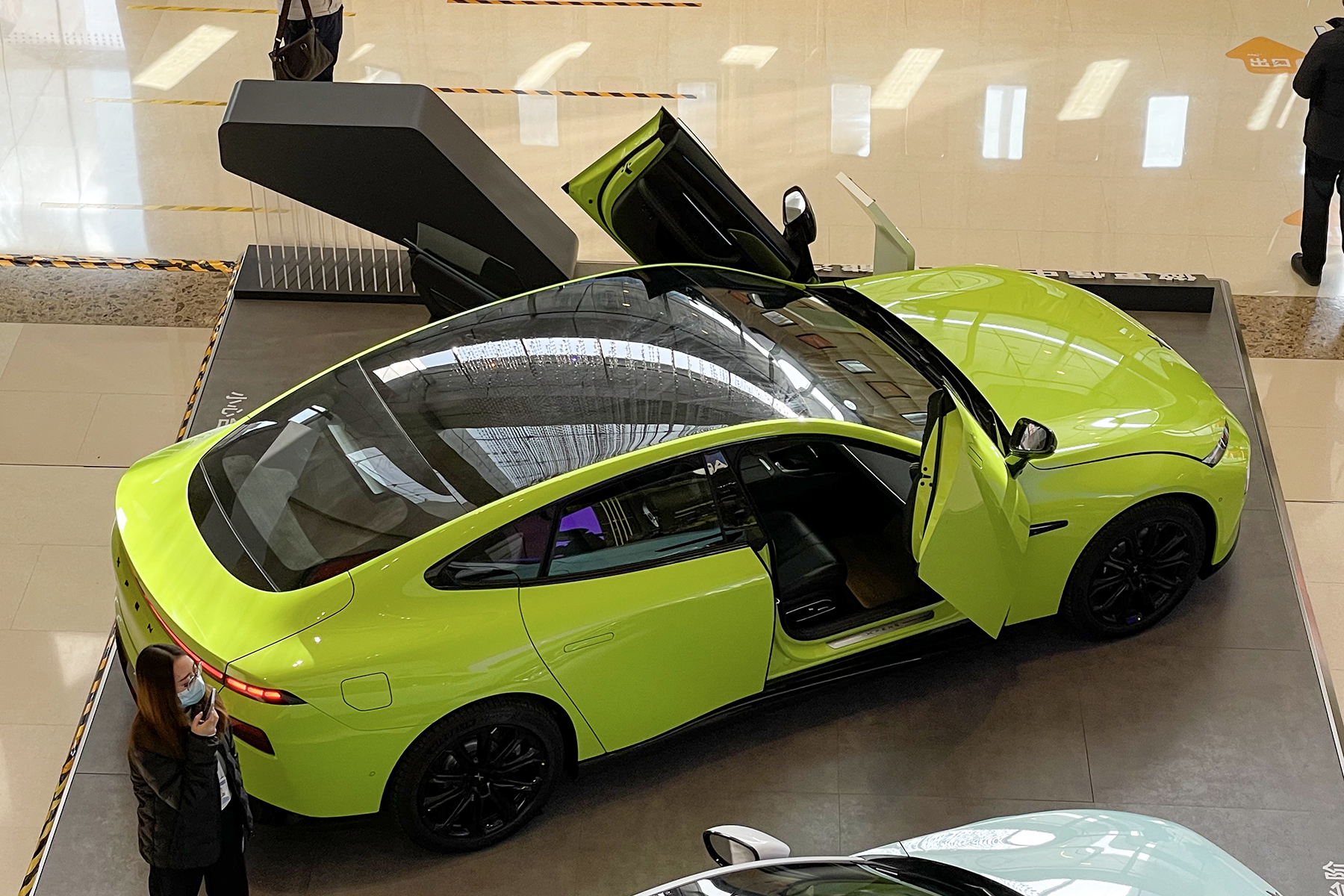
XPeng P7i Wing Edition
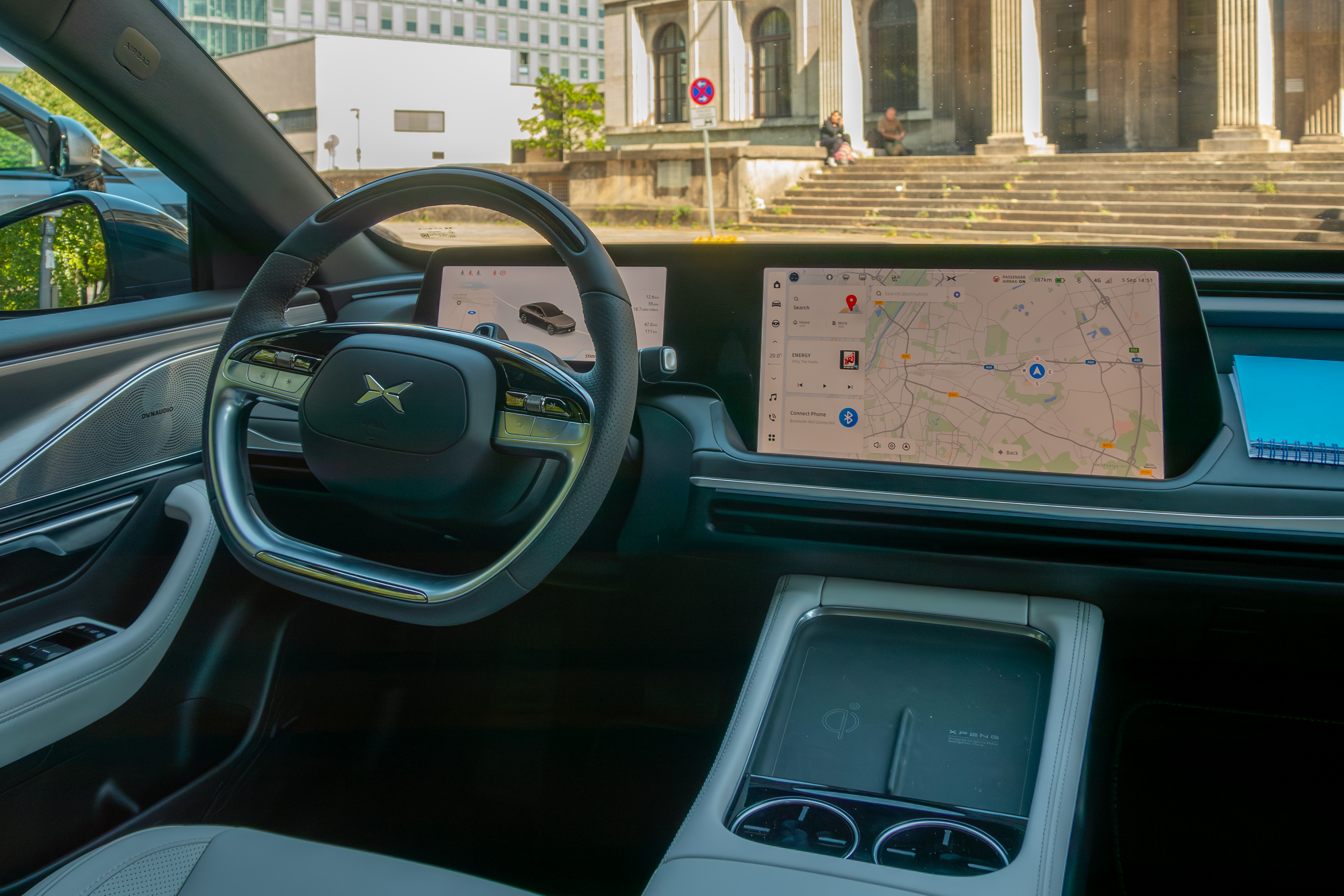
Интерьер

## Xpeng P7+
Xpeng P7+ дебютировал в октябре 2024 года. В отличие от предыдущего поколения, длина кузова составляет более 5,05 метра. Двойные фары соединены световой полосой. Коэффициент аэродинамического сопротивления составляет 0,206 Кд.

### Продажи
Как и P7i, P7+ был создан как для китайского рынка, так и для мировых рынков. Презентация автомобиля состоялась в октябре 2024 года на Парижском автосалоне, а поставки начались в ноябре 2024 года.

### Технические характеристики
Xpeng P7+ оснащён электродвигателями мощностью 241—308 л. с. и литий-железо-фосфатными аккумуляторами ёмкостью 60,7—76,3 кВт⋅ч с запасом хода 620—710 км по циклу CLTC.